# Кронґле
Кронґле (пол. Krągłe) — село в Польщі, у гміні Щецинек Щецинецького повіту Західнопоморського воєводства.
Населення — 72 особи (2011).

## Демографія
Демографічна структура станом на 31 березня 2011 року:
|          | Загалом | Допрацездатний вік | Працездатний вік | Постпрацездатний вік |
| -------- | ------- | ------------------ | ---------------- | -------------------- |
| Чоловіки | 41      | 13                 | 26               | 2                    |
| Жінки    | 31      | 3                  | 22               | 6                    |
| Разом    | 72      | 16                 | 48               | 8                    |